# Bernhard Rust
Dr. Bernhard Rust (30. rujna 1883. – 8. svibnja 1945.) bio je ministar znanosti, obrazovanja i nacionalne kulture (Reichserziehungsminister) u nacističkoj Njemačkoj. Izdao je dekrete, često bizarne, na različitim razinama njemačkog obrazovnog sustava, da bi Njemačku mladež obrazovao u nacional-socijalističkoj filozofiji.

## Rani život
Rust je rođe u Hannoveru, a doktorirao u Njemačkoj filologiju i filozofiju. Ubrzo je postao srednjoškolski nastavnik u Hannoveru u Ratsgymnasium, a nakon toga je služio u vojsci za vrijeme Prvog svjetskog rata. Dobio je čin poručnika i nagrađen je Željeznim križem za hrabrost.

## Politička karijera
Rust se pridružio NSDAP-u 1922., a na kraju je postao Gauleiter za Gau Südhannover Brunswick. Godine 1930., on je izabran u Reichstagu. Kada je Hitler postao kancelar 1933., Rust je imenovan za pruskog ministra kulture. Dana 1. lipnja 1934. izabran je za ministra znanosti, obrazovanja i nacionalne kulture (Reichsminister für Wissenschaft, Erziehung und Volksbildung), te je krenuo da preoblikuje njemački obrazovni sustava u skladu s njegovim idealima nacionalsocijalizma. Primjer njegovih promjena je ta da je 1935., promijenio tradicionalnih šest dana školskog tjedna na pet dana, a subotom bi bio "Reich Dan mladosti", kada su djeca pripadnici Hitlerove mladeži i Saveza njemačkih djevojaka bila izvan škole te su vršili razna proučavanja i testiranja. 
Dr. Rust godine 1933., donio je pravilo da se studenti i nastavnici trebaju međusobno pozdravljaju s nacističkim pozdravom "kao simbol nove Njemačke". Otvoreno je informirao učitelje kako im cilj mora biti educirati etnički svjesne Nijemace. Rust također vjeruje da su ne-arijevske znanost (kao što su Albert Einsteinova "židovska fizika") manjkave.

## Smrt
Rust je navodno počinio samoubojstvo 8. svibnja 1945., kada su Saveznici ušli u Berlin.